# Dévényi Edit
Dévényi Edit (Budapest, 1937. december 24.– 2022. szeptember 28.) magyar balettművész, balettpedagógus.

## Életpályája
1950–1957-ig az Állami Balettintézet növendéke volt.
1957-ben táncművész diplomát szerzett.
1957–1968-ig a Magyar Állami Operaház tagja.
1959-ben Bécsben, a Nemzetközi Balettversenyen első díjas aranyérmet szerzett, megosztva Makszimovával és Nurejevvel.
1963-ban az Állami Balett Intézetben balettmesteri diplomát szerzett. Ugyanebben az évben a moszkvai Nagy Színház ösztöndíjasa, tanulmányai alatt főszerepeket vállal (Chopiniane, Diótörő, a Kreml Kongresszusi Palotában)
1964-ben Párizsban, majd 1965-ben a zürichi operaházban táncolt főszerepeket.
1968-1986 között Ausztriában és Kanadában szerepel illetve tanít. Művészeti vezető a Torontó City Balettben, egyetemi tánctanszék-vezető balettmester a York University-nél, mesterkurzusokat adott Torontóban és Halifaxban.
1982–1985 között kisállat-kórházban dolgozott, közben zoológiai tudományokból diplomát szerzett.
1986-ban visszatért Magyarországra, ezután itt vállalt munkákat.

## Munkahelyei Magyarországon és külföldön (1986-tól)
- Táncművészeti Főiskola
- Állami Népi Együttes
- Hagyományok Háza
- Budapest Táncegyüttes
- Szegedi Nemzeti Színház
- ezalatt Oslóban, Stockholmban és Thesszalonikiben is tanított.

## Főbb szerepei Magyarországon és külföldön
- Vojnonen: Diótörő (Mária hercegnő), Párizs lángjai (Jeanne)
- Fokin: Chopiniana (Prelüd, Cisz-Moll keringő)
- Beriozoff: Hattyúk tava (Odette, Odilia), Csipkerózsika (Kék madár pas de deux), Undine (Beatrice)
- Zaharov: Bahcsiszeráji szökőkút (Mária)
- Harangozó: Keszkenő (Sári), Térzene (kislány), Francia saláta (Rosetta)
- Eck: Zene húros és ütős hangszerekre és cselesztára  (A Nő), Csongor és Tünde (Ilma)
- Fülöp: Mario és a varázsló (a lány)
- Barkóczy: Klasszikus szimfónia (első és negyedik tétel)
- Thompson: Interplay (szomorú szerelem duett)
- Platiel: Don Juan (Elvira)
- Luipart: Titus és a tűzróka (Constantina vadásznő)
- Anyiszimova: Gajane (Nune)

## Filmek
- Diótörő
- Budapest Te csodás

## Diplomák
- 1957 Budapest, Táncművész
- 1963 Budapest, Balettmester
- 1985 International Correspondence Schools, Montreal,  zoológiai tudományok

## A sajtóban
- Népszava 1959. aug. 4-én (Balettverseny díjainak tudósítása)
- Népszabadság, 1959. aug. 4-én